# Sphecosoma rufipes
Sphecosoma rufipes là một loài bướm đêm thuộc phân họ Arctiinae, họ Erebidae.